# Løgstør Open Air
Løgstør Open Air er en årligt tilbagevendende koncertdag, som finder sted om sommeren i Løgstør i Vesthimmerland i Nordjylland. I perioden 2005-2018 fandt arrangementet sted i august, men siden 2019 har det ligget i juni måned.
Løgstør Open Air afholdte sin første koncert i 2005 i forbindelse med Løgstør Idrætsforenings 100 års jubilæum, hvor man ønskede at markere jubilæet med en stor koncert for borgerne i Løgstør samt de omkringliggende kommuner.

## Kunstnere
| År   | Datoer         | Gæster | Bands |
| ---- | -------------- | ------ | --- |
| 2005 | 20. august     | 3.800  | Big Fat Snake, Sweethearts, B-Boys, Zididada, Safri One, Boogie Knights                                               |
| 2006 | 19. august     | 4.000  | Anna David, Gnags, Die Herren, Infernal, Bamses Venner, Danser Med Drenge                                             |
| 2007 | 18. august     | 4.200  | Kim Larsen & Kjukken, Zididada, Johnny Deluxe, Lis Sørensen, Robbie Williams Jam, Nicolai, Unite                      |
| 2008 | 16. august     | 4.050  | Nik & Jay, Gnags, Johnson, MGP Show, Shu-bi-dua, Bryan Adams Jam                                                      |
| 2009 | 15. august     | 3.200  | Thomas Helmig, Johnny Madsen, Dodo & The Dodos, The Powls, Bryan Rice, 4Ever Young                                    |
| 2010 | 21. august     | 3.500  | Rasmus Nøhr, Michael Learns to Rock, Medina (sanger), Peter og de andre kopier, Danser med Drenge, Infernal           |
| 2011 | 20. august     | 3.000  | Lars Lilholt Band, Die Herren, Thomas Ring, Burhan G, Moonjam, Sanne Salomonsen, SO 90s                               |
| 2012 | 18. august     | 2.300  | Østre Gasværk, Dodo & The Dodos, De Glade Sømænd, Big Fat Snake, Magtens Korridorer, SO 90s                           |
| 2013 | 16.+17. august | 3.900  | TV2, Svenstrup&Vendelboe, Outlandish, Johnny Madsen, Østre Gasværk, Marie Key                                         |
| 2014 | 15.+16. august | 4300   | Nephew, Rasmus Walter, Kongsted, Djämes Braun, Nabiha, Østre Gasværk, Zididada, L.I.G.A, Muri og Mario, Electric Lady |
| 2015 | 15. august     | 2100   | Infernal, Birthe Kjær, Danser med Drenge, Ankerstjerne, Østre Gasværk, Double D                                       |
| 2016 | 20. august     | 2100   | Stine Bramsen, Joey Moe, Hardinger Band, Stig & Vennerne, Page Four, John Mogensen Live                               |
| 2017 | 19.august      |        | Lars Lilholt Band, Hardinger Band, Bryan Adams Tribute, Anne Linnet, Johnny Madsen                                    |
| 2018 | 18. august     |        | Burhan G., Poul Krebs, Birthe Kjær, SAVEUS, Halberg & Friends                                                         |
| 2019 | 1. juni        |        | Rasmus Bjerg (John Mogensen), Lune Carlsen, Sko & Torp, Michael Learns To Rock, Hardinger Band.                       |
| 2022 | 21. maj        | 2000   | Mads Langer, Tobias Rahim, Poul Krebs, Troels Gustavsen, Creedence Clearwater Repeated, Martin Von Seelen             |
| 2023 | 3. juni        |        | Queen Machine, Malte Ebert, Joey Moe, Bellami, Ida Laurberg                                                           |
| 2024 | 1. juni        |        | Kandis, Danser Med Piger, TopGunn, Shu-bi-dua 2.0, Dodo & The Dodos                                                   |
| 2025 | 14. juni       |        | Hjalmer, Martin Kanstrup, Benny Jamz, Icekiid, Kandis, MD Duo, ARBA Revival Band, Johnny The Blues                    |

## Eksterne links
- Løgstør Open Air